# Francisco de Camargo
Francisco de Camargo o Francisco de Vargas y Camargo (c. siglo XVI Trujillo- siglo XVI) fue un navegante, explorador y comandante español del siglo XVI, adelantado de la gobernación de Nueva León. Fue señor de la Oliva de Plasencia, hijo tercero de Francisco de Vargas y Medina e Inés de Carvajal y Camargo , hermano del obispo de Plasencia, Gutierre de Vargas Carvajal y pariente de Alonso de Camargo. Se casó con María de Ocampo y Sotomayor con quien tuvo a su hija Inés de Vargas y Ocampo (o de Camargo), quien se casó con su tío Juan de Vargas Carvajal, caballero de Santiago y consejero de los reyes Carlos I y Felipe I.

## Gobernación de Nueva León

Gobernación de Nueva León después de su ampliación hasta el estrecho de Magallanes en 1536, estando al mando de Francisco de Camargo.

Tras la muerte de Simón de Alcazaba y Sotomayor en la Patagonia en 1535, Francisco de Camargo intentó cruzar el estrecho de Magallanes en 1536, pero su nave capitana se estrelló en la Primera Angostura. De allí saldría el mito de la ciudad de los Césares.
Recibió la concesión real para el establecimiento en el estrecho en ese mismo año gracias a su hermano, el obispo Gutierre de Vargas Carvajal, quien le transfirió los derechos oficiales de una capitulación real del rey Carlos I que había recibido y que le otorgaba los derechos para conquistar y colonizar territorios que se extendían desde los 36 grados de latitud Sur hasta el estrecho de Magallanes. Camargo fue nombrado adelantado, gobernador y capitán general vitalicio, alguacil mayor y teniente de las 3 fortalezas que debía construir, pudiendo además nombrar un heredero luego de 3 años.

(...) Por cuanto vos, Francisco de Camargo, vecino y rejidor de la ciudad de Plasencia, nuestro criado, por la mucha voluntad que teneis de nos servir i del acrecentamiento de nuestra corona real de Castilla, os ofreceis de ir a conquistar i poblar las tierras i provincias que hai por conquistar i poblar en la costa del mar del Sur desde donde se acabaren las doscientas leguas que en la dicha costa están dadas en gobernacion a don Pedro de Mendoza, hasta el estrecho de Magayais; i con toda la vuelta de costa i tierra del dicho estrecho hasta la vuelta por la otra mar al mismo grado que corresponda al grado donde hubiere acabado en la dicha mar del Sur la gobernacion de don Pedro de Mendoza, i comenzase la suya, i las islas que están en el paraje de las dichas tierras i provincias que ansí habeis de conquistar i poblar en la dicha mar del Sur, siendo dentro de nuestra demarcacion.
Texto de la capitulación otorgada a Francisco de Camargo, 24 de enero de 1539

Francisco comenzó a hacer los preparativos para la adquisición y el aprovisionamiento de naves construidas en los astilleros vizcaínos, la evidencia sugiere que fue el propio obispo quien, en última instancia, asumió la carga financiera y dirigió la expedición. Una vez preparada la expedición Camargo transfirió el 24 de enero de 1539 sus derechos y el mando de la flota a fray Francisco de la Ribera, quien como gobernador comandó la expedición compuesta por cuatro naves que preparó en Sevilla y Sanlúcar de Barrameda, zarpando de éste último en agosto de 1539.
El 20 de enero de 1540, las tres naves que lograron llegar entraron en el estrecho de Magallanes, donde sufrieron un temporal que dos días después hundió a la nave capitana al mando de Ribera, siendo recogida y salvada su tripulación, separando a los otros dos barcos en direcciones opuestas. El segundo barco, después de diez meses logró retornar a España a duras penas, y, el tercer barco, en el que iba el pariente de Francisco de Camargo, Alonso de Camargo logró llegar al Perú tras atravesar el estrecho, descubrir probablemente el canal Beagle y avistar la isla de Chiloé. La otra nave, de nombre desconocido, cuyo capitán probablemente era Gonzalo de Alvarado, hizo toma de posesión de lo que se cree eran las islas Malvinas el 4 de febrero de 1540, en donde invernó por cinco meses para finalmente continuar el viaje y llegar a España.
El siguiente intento colonizar del área se efectuaría en 1584 con el fracasado intento de fundar la Ciudad del Rey Felipe en la península de Brunswick, tras eso, en 1779 se realizó la expedición al mando de Juan de la Piedra exploró la bahía sin fondo (actual golfo Nuevo) y fundó el Fuerte de San José de la Candelaria. En esta expedición, aunque nuevamente destinada al fracaso, participaron personajes que tendrían luego un papel preponderante en la colonización de la Patagonia, como Rodrigo de Viedma y Basilio Villarino.

## Confusión de nombres
En ocasiones su persona se confunde con la de su pariente Alonso de Camargo, incluso mezclando los nombres en "Francisco Alonso de Camargo".
Es posible de que haya habido también otro Francisco de Camargo, hijo de Juan de la Torre Camargo y Ana Sánchez, quien obtuvo licencia para pasar a Tierra Firme el 13 de septiembre de 1539.